# Comuna Pedosî, Hmelnîțkîi
Pedosî (în ucraineană Педоси) este o comună în raionul Hmelnîțkîi, regiunea Hmelnîțkîi, Ucraina, formată din satele Berejanka, Martînivka și Pedosî (reședința).

## Demografie
Componența lingvistică a comunei Pedosî
     Ucraineană (97,49%)
     Rusă (2,44%)
     Alte limbi (0,07%)
Conform recensământului din 2001, majoritatea populației comunei Pedosî era vorbitoare de ucraineană (97,49%), existând în minoritate și vorbitori de rusă (2,44%).